# 延安路 (上海)

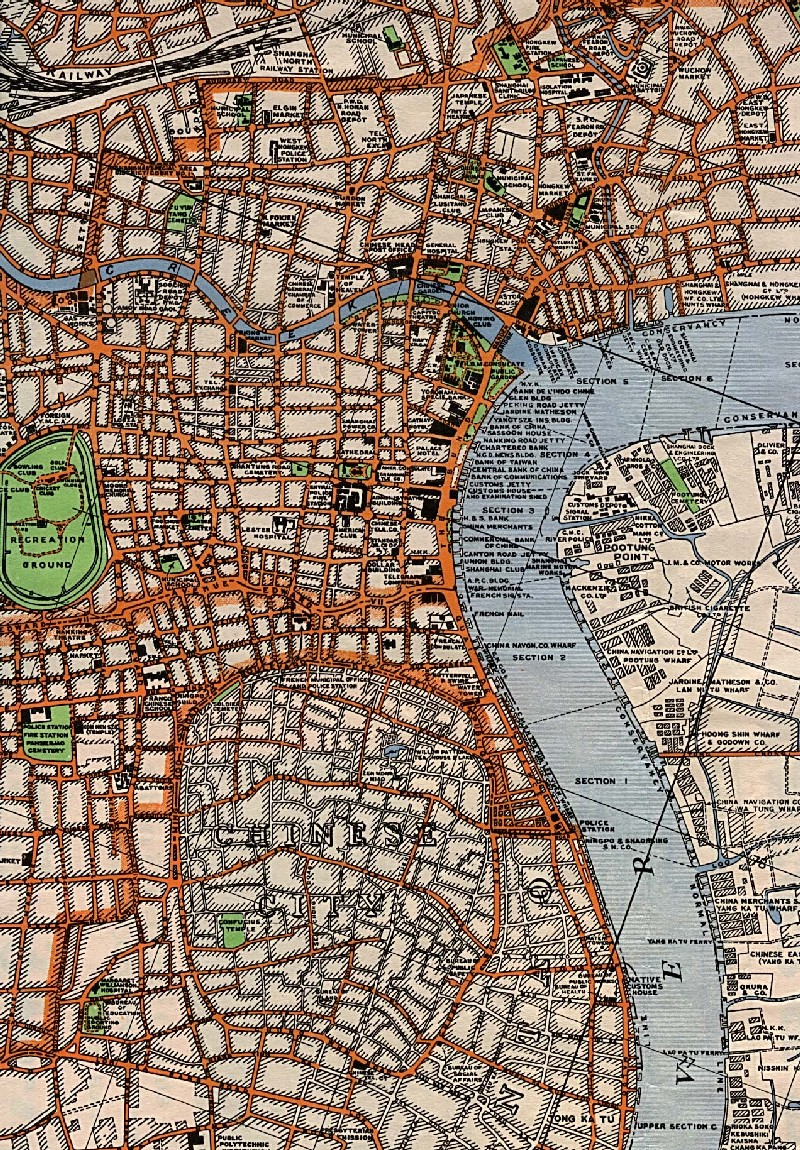
在這幅1933年印製的上海地圖上，愛多亞路（現為延安東路）在地圖中部東西向橫貫上海市區。

延安路包括延安东路、延安中路和延安西路，是横贯上海市中心区的一條东西向重要交通干道。1943年之前，现在的延安路是贯通的三条马路，分别是（东起）爱多亚路、福煦路和大西路，1945年上海光复后，国民政府将三条马路改名为中正路，分为中正东路、中正中路、中正西路。1950年5月下旬，上海市人民政府命令以国共内战中中国共产党根據地延安為名，改为延安东路、延安中路、延安西路。

## 延安东路

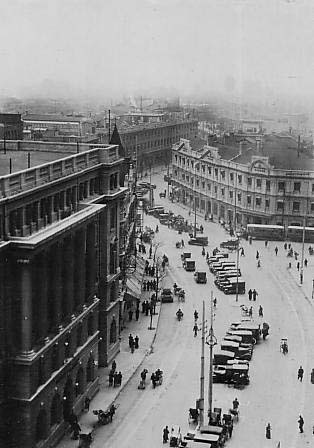
抗日戰爭前的愛多亞路。

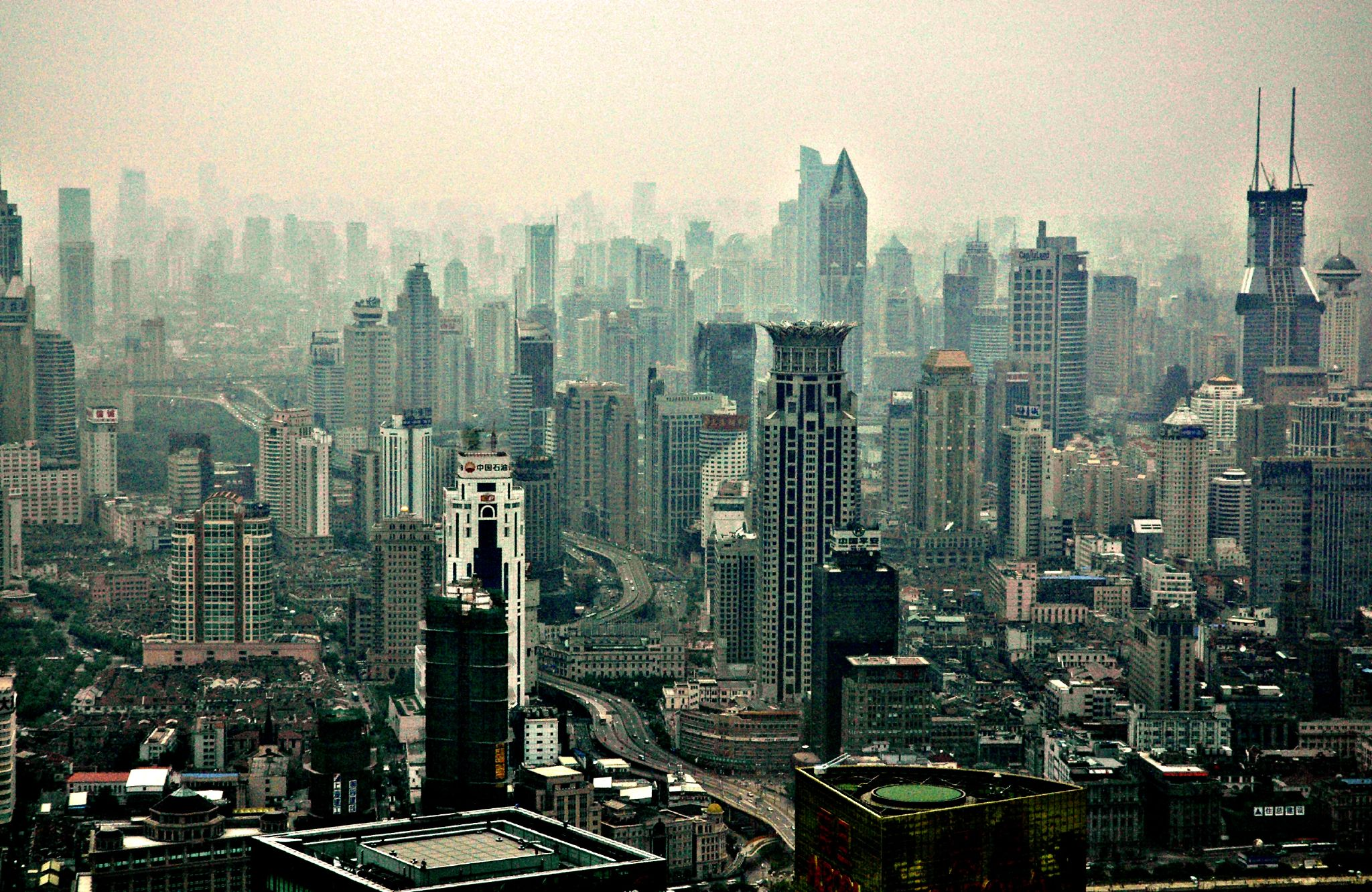
摩天大樓森林：21世紀初沿延安東路（圖中央的高架道路）往西俯瞰

延安東路東起外灘南端，西至上海傳統城市中心點人民廣場附近的西藏路止。延安東路的走向基本按照叫做“西洋涇浜”的古代運河，此河匯入黃浦江，在江對岸（浦東）另有東洋涇浜，過去黃浦江曾是較寬闊的蘇州河的較小支流，當時東西洋涇浜連接更近，是穿過黃浦江的同一條運河。
上海開埠后，洋涇浜成爲上海英租界（北岸，後來併入上海公共租界）與上海法租界（南岸）的界河。由於地處兩大租界的碼頭區之間，又靠近华界上海县城，洋泾浜成为各国人士混杂的地区，中文裏將中式混雜英語稱爲“洋泾浜英语”。
1914至1915年之間，英法兩大租界當局合作填掉洋泾浜，原來的運河河道和兩旁的小路合併成爲一條寬闊大道，並立即成爲城市主幹道。1916年，兩租界決定將新的大道命名為“愛多亞路”（英語、法語：Avenue Edward VII），紀念英王愛德華七世。1943年，汪偽政府在日軍佔領租界后對租界内以西方人物命名的道路進行大批改名，愛多亞路改爲“大上海路”。1945年，上海光復后中華民國政府將汪偽政府所命名的道路、公園等大批改爲國民黨人物名字，將大上海路改名為“中正東路”，紀念蔣中正。1950年5月28日，正式改爲延安東路。
延安東路東端有一些20世紀初建造的現代派風格摩天大樓。再往西，馬路兩旁則有近年建造的當代式樣摩天大樓以及政府機構大樓。延安東路兩旁的重要歷史建築包括華商紗布交易所（現上海自然博物館），大世界遊樂場，以及上海音樂廳。

## 延安中路

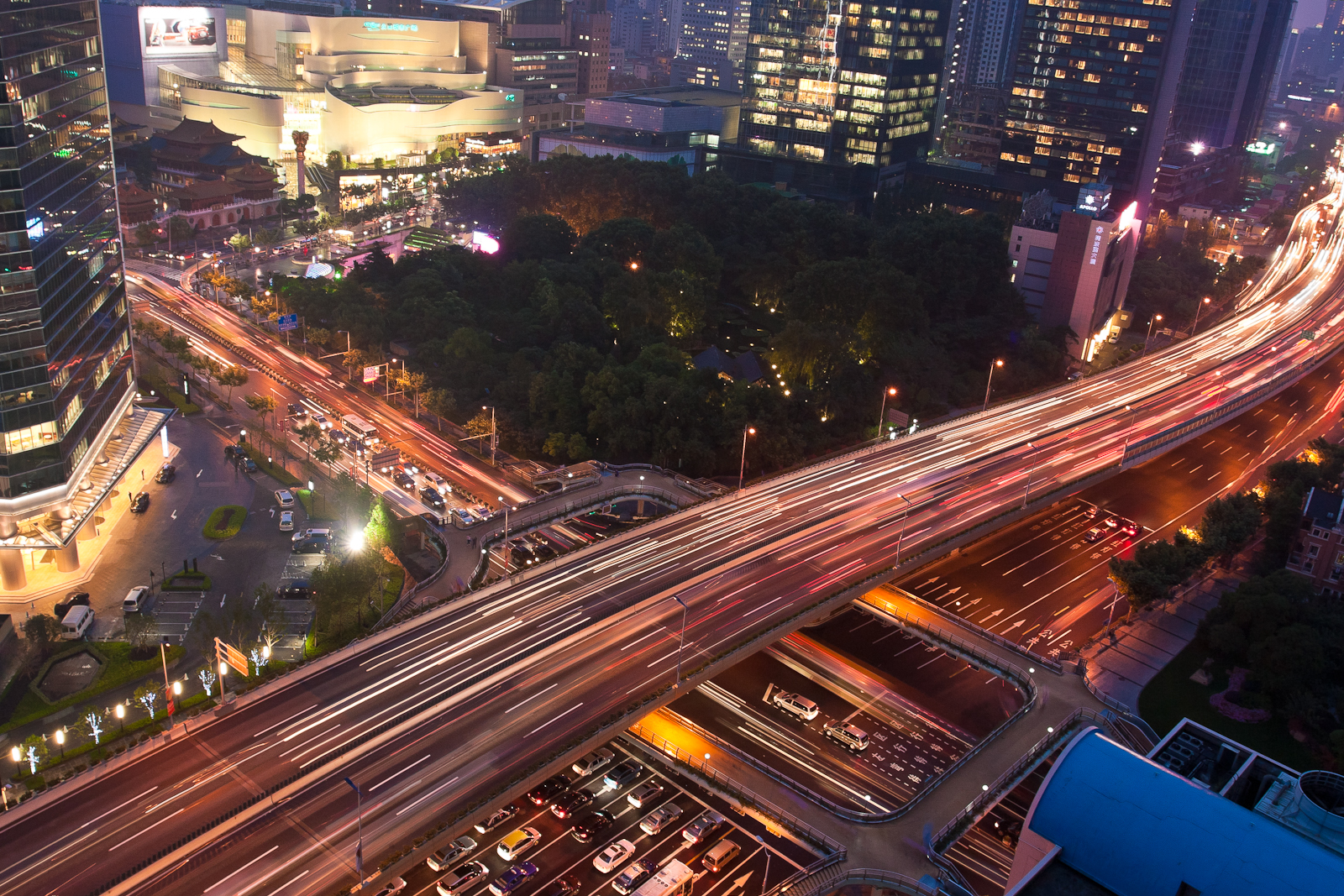
俯瞰延安中路中段，圖中左上角是靜安寺。

延安中路的走向也來自一條小運河——長浜。長浜在公共租界和法租界在1899年和1914年西擴后也成爲兩租界的界河，1920年填埋築路，兩租界同意將新筑馬路以法國元帥費迪南·福煦之名命名為“福煦路”（英語、法語：Avenue Foch）。1943年，汪偽政府將其改名“洛陽路”，1945年，民國政府將其改名“中正中路”。1950年5月28日，正式改延安中路。
延安中路沿綫主要是商用和住宅建築，重要地標包括俄羅斯新古典主義風格的上海展覽館。

## 延安西路

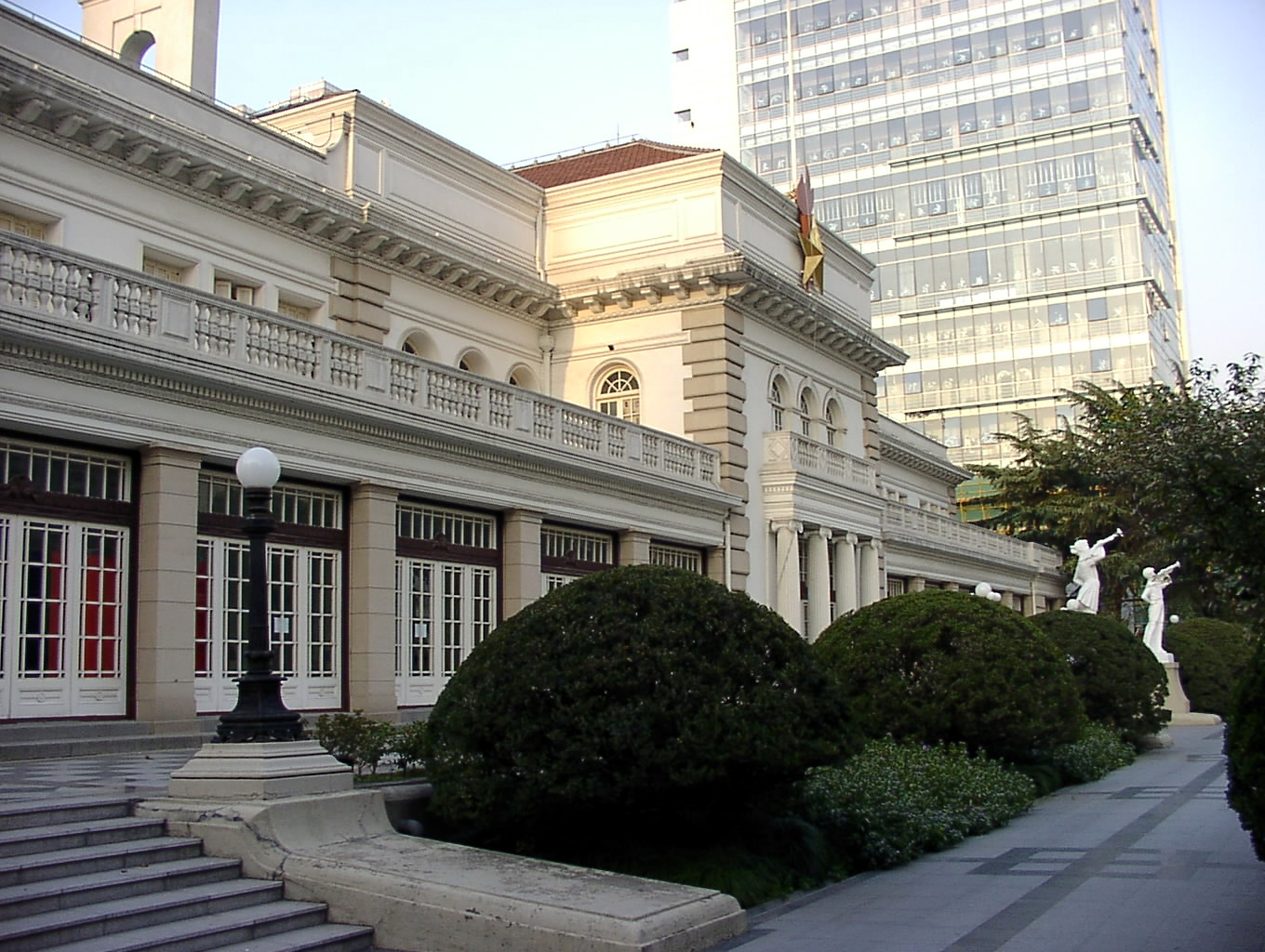
延安西路上的“大理石房子”嘉道理爵士公馆，現為上海市少年宮。

延安西路東起上海市中心的西部，西至虹橋機場，沿綫原為上海的西郊地區，現在已幾乎完全城市化。延安西路為上海公共租界所筑，東段建于1910年公共租界西擴后，填埋柴興浜所筑，名為“長浜路”。西段為1922年越界築路所建，兩條路合稱“大西路”（英語：'Great Western Road）。1943年改名為“長安路”，1945年改爲中正西路，1950年改爲延安西路。
延安西路東端有數幢20世紀初建造的豪宅，包括嘉道理爵士公馆。再往西，延安西路兩旁原來是公共租界精英所有或使用的莊園和鄉村會所，例如現在的上海動物園所在地原為高爾夫俱樂部。西端則是一座小型機場。現在，沿延安西路向西通過的是大型商業建築，包括多所酒店，以及為中共黨政軍精英服務的大型療養設施。延安西路西端穿過上海外環綫成爲迎賓一路，即虹橋國際機場的入口道路。沿途有上海地鐵延安西路站。

## 現況

延安路（加粗綫）與上海主要道路網絡

延安路已成為上海市內其中一條主要道路。延安東路東端建有延安東路隧道，穿越黃浦江連接浦東地區，在1989年5月1日通車。
延安路上面則建設了雙向6車道的延安高架路，連接市內高速公路。延安路高架西段由内環線高架起，西行經過虹橋及古北開發區，連接虹橋國際機場，全長6.2公里，於1995年11月28日動工，1996年12月2日通車。共有8個出入口，在虹橋機場亦建有專用出入口。東段則由石門一路起至延安路外灘，全長3.06公里，於1997年11月28日通車。全線設有13個出入口，其中8個連接地面道路，4個連接南北高架路。全線高架路兩側均種植植物以作綠化。和上海多数高架路不同，延安路地面道路不设自行车道，也没有设置自行车穿越设施，成为附近道路上自行车通行的障碍。同时高架沿线多数路口没有设置地面车辆穿行设施，使高架路也成为车辆穿行的障碍。
2008年，當局爲了補救延安東路附近的街景和交通狀況，拆除了延安高架路從上海自然博物館到外灘段，部分功能由新建的外灘隧道替代，此隧道將車輛引入外灘路面下的地下道路。2017年2月1日起，沿路设置的延安路中运量公交系统开通，该系统在延安路大部分路段设置全天候专用道，多数车站位于道路中央，为此新建和改造了一些过街设施。